# 弗里奧擬油鰻
弗里奧擬油鰻為輻鰭魚綱鰻鱺目糯鰻亞目蛇鰻科的其中一種，分布於西南大西洋區的巴西海域，棲息深度可達108公尺，體長可達26公分，棲息在底層水域，屬肉食性，生活習性不明。

## 擴展閱讀
維基物種上的相關：弗里奧擬油鰻